# Real Albergo dei Poveri
El Real Albergo dei Poveri, Palazzo Fuga o, en el hablar popular, Reclusorio o Serraglio, es el palacio monumental más grande de Nápoles, Italia, y una de las construcciones europeas más grandes del siglo XVIII.

## Historia
En 1749 Ferdinando Fuga fue llamado a Nápoles, en el ámbito del programa de renovación urbanística del nuevo rey Carlos III de Borbón, y se le encargó que proyectara el gigantesco Albergo dei Poveri destinado a acoger las masas de pobres del Reino de las Dos Sicilias. El edificio se insiere en un contexto histórico cercano a las finalidades para las que se construyó. En la primera mitad del siglo XVIII, Nápoles se caracterizó por la valiente obra de renovación del ministro Bernardo Tanucci, que promulgó decretos sobre la abolición del feudalismo y los privilegios eclesiásticos, y los primeros gritos de la Ilustración napolitana, entre cuyos personajes más ilustres se incluyen Antonio Genovesi y Ferdinando Galiani.

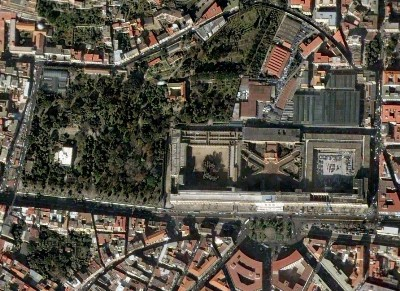
Vista aérea del Albergo dei Poveri.

El monumento no se completó en su totalidad, por lo que su tamaño actual (más de 100 000 m² de superficie útil) representa solo un quinto del proyecto original. Entre las causas de la suspensión de las obras, además de la ingente cifra necesaria para su finalización, hay que remontarse a la revolución de 1799, cuando Fernando IV realizó un gran avance en sentido pragmático respecto a la finalidad puramente asistencial pretendida por su abuelo Carlos III; se decidió, por lo tanto, adoptar un nuevo proyecto, elaborado por el arquitecto Francesco Maresca, que preveía un número limitado de dormitorios respecto a locales más amplios donde alojar las máquinas de producción manufacturera.

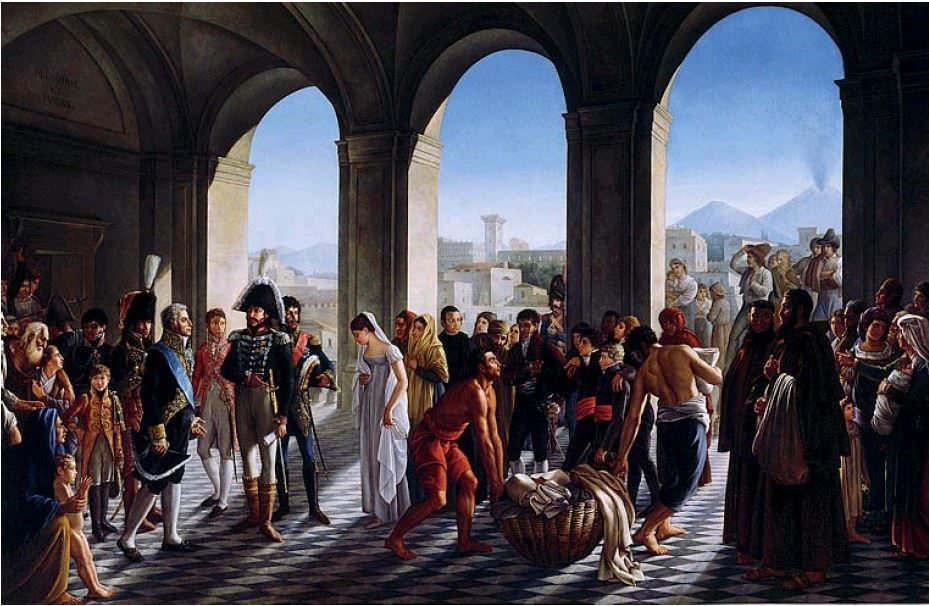
Gioacchino Murat en visita al hospital.

Uno de los objetivos de esta institución caritativa fue la de garantizar las exigencias de seguridad urbana, relacionadas al desarrollo de la temprana industrialización, que en Nápoles había conocido un desarrollo excepcional, retomando las teorías de la "ciudad modelo renacentista" sobre la reeducación de los presos y sobre el valor terapéutico del trabajo. Otro objetivo fue asegurar a los huérfanos de la Santa Casa dell'Annunziata, acogidos a partir de 1802 en el nuevo edificio, los medios de subsistencia y enseñarles una profesión que los pudiera hacer autónomos en la vida cotidiana. A pesar de estos buenos propósitos, el Albergo dei Poveri se convirtió en una verdadera cárcel, siendo apodado serraglio, es decir, un lugar del que sería imposible salir. En 1838, en las salas del Albergo encontró lugar la Scuola di Musica, que formó durante varios años músicos expertos para las compañías militares y en la que se sucedieron profesores célebres como Raffaele Caravaglios e importantes directores como Rodrigo Nolli. También se creó una escuela para sordomudos, sin que el edificio perdiera nunca su primitivo carácter asistencial. Con el paso de los años se sucedieron en sus locales un Centro di Rieducazione per Minorenni ("Centro de Reeducación para Menores de Edad"), un tribunal de menores, un cine, oficinas mecánicas, un gimnasio, un destacamento de los bomberos y el Archivo Nacional civil.
En 1938 albergó algunos representantes del Congreso internacional de criminología.
En 1929 se produjeron importantes derrumbes del ala de la Via Tanucci, y el 23 de noviembre de 1943 un terremoto provocó el desprendimiento de algunos áticos de los muros laterales. En los derrumbes tras el terremoto de 1980 perdieron la vida algunas ancianas y dos personas que las asistían. La propiedad del edificio pasó al Ayuntamiento, que empezó su restauración en 1999.

## Instituto de Reeducación para Menores de Edad

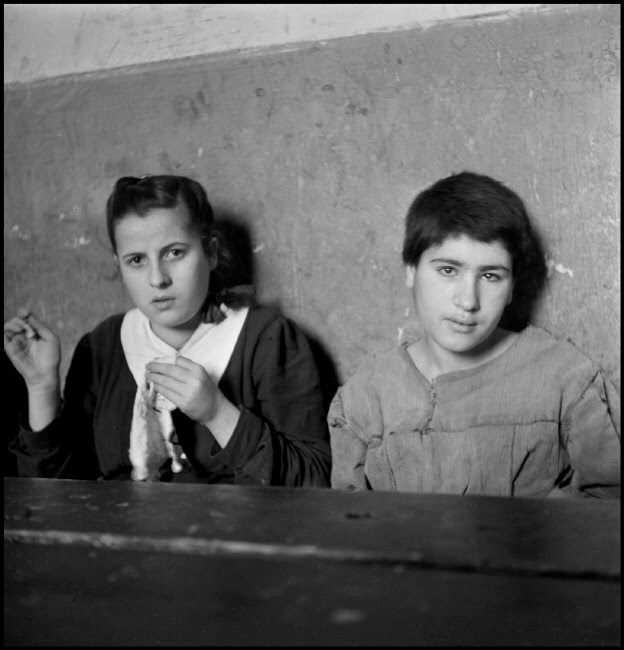
Jóvenes prostitutas en una fotografía de 1948 en el reformatorio del Albergo, donde aprendieron el arte del bordado de las monjas católicas con vistas a su reinserción en la sociedad.

En 1937, bajo el impulso del prefecto Marziali, se realizó una radical renovación para satisfacer las necesidades señaladas por el ministro de Gracia y Justicia Arrigo Solmi y por el director general de las Cárceles Giovanni Novelli sobre la realización de un instituto de cuidado, asistencia y protección de los menores de edad sujetos a medidas de seguridad. Estos pequeños huéspedes, sujetos a observación, selección y cuidados según las condiciones ambientales y económicas en las que habían nacido y crecido, y a las causas fisiológicas y sociales que habían determinado su comportamiento, se iniciaban en el laboratorio de instrucción y la clase profesional, donde recibían una preparación para ser contratados como operarios especializados en empresas públicas o privadas.
El Tribunal de menores y el centro de reeducación ocupaban todo el ala occidental del palacio. Los locales utilizados en la época incluían el salón de audiencia preliminar con la Oficina adjunta del Presidente del Tribunal, la Oficina del Procurador del Reino, las salas para los abogados, la cámara del consejo, la cámara de los testimonios y varias oficinas anexas. El resto del palacio se dedicó al centro de observación, que comprendía una gran sala de recepción, una enfermería para las visitas médicas, una sala de exposiciones, un refectorio con cocina anexa, amplios dormitorios, dos gimnasios, dos jardines, una oficina, un laboratorio de artesanía, una capilla para las funciones religiosas, una escuela elemental, una escuela de psicotécnica y, finalmente, la Dirección Didáctica.

## Arquitectura

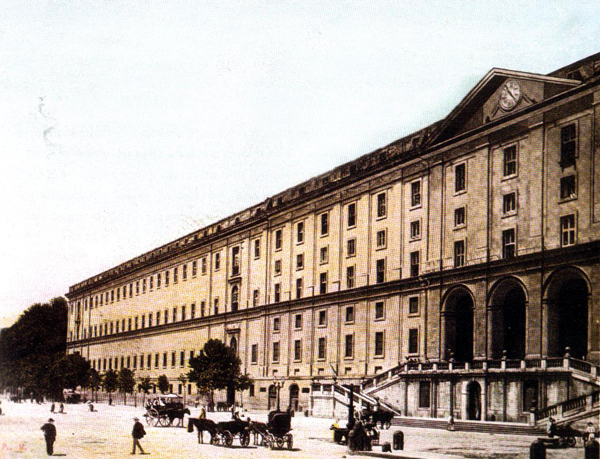
La fachada del palacio a finales del.

El proyecto preveía la edificación de una estructura capaz de acoger y reeducar según el espíritu de su fundación unos ocho mil pobres mendigos, vagabundos y ociosos de todo el Reino que, aunque fueran hábiles para el trabajo, no tenían residencia ni ocupación estable. En el edificio los huéspedes se dividían en cuatro categorías: hombres, mujeres, chicos y chicas. Cada categoría estaba dividida en sectores separados sin posibilidad de contacto, excepto en horario de trabajo, con el objetivo de evitar la promiscuidad que se producía en el hospicio de San Gennario, más pequeño pero con el mismo objetivo que el Albergo. El proyecto originario preveía un complejo mucho más grande que el actual. Debía tener una fachada de 600 metros de longitud y una anchura de 135 metros e incluir cinco grandes patios alineados, uno de los cuales, el central, estaría dotado de una capilla con planta radial y seis brazos.

### Exterior
El Real Albergo dei Poveri en su aspecto actual se extiende sobre una superficie de 103 000 m² y tiene una fachada de 400 metros de longitud (unos cien metros más que la fachada del Palacio Real de Caserta) con un doble orden de lesenas, y caracterizada también por cinco órdenes de ventanas y tres marcaplantas con tímpano central. Monumental es la escalinata de doble rampa que marca la entrada principal al edificio. Sobre la fachada de entrada está esculpido un epígrafe dictado por el conocido humanista Alessio Simmaco Mazzocchi (1684-1771):

REGIVM TOTIVS REGNI PAVPERVM HOSPICIVM

### Interior

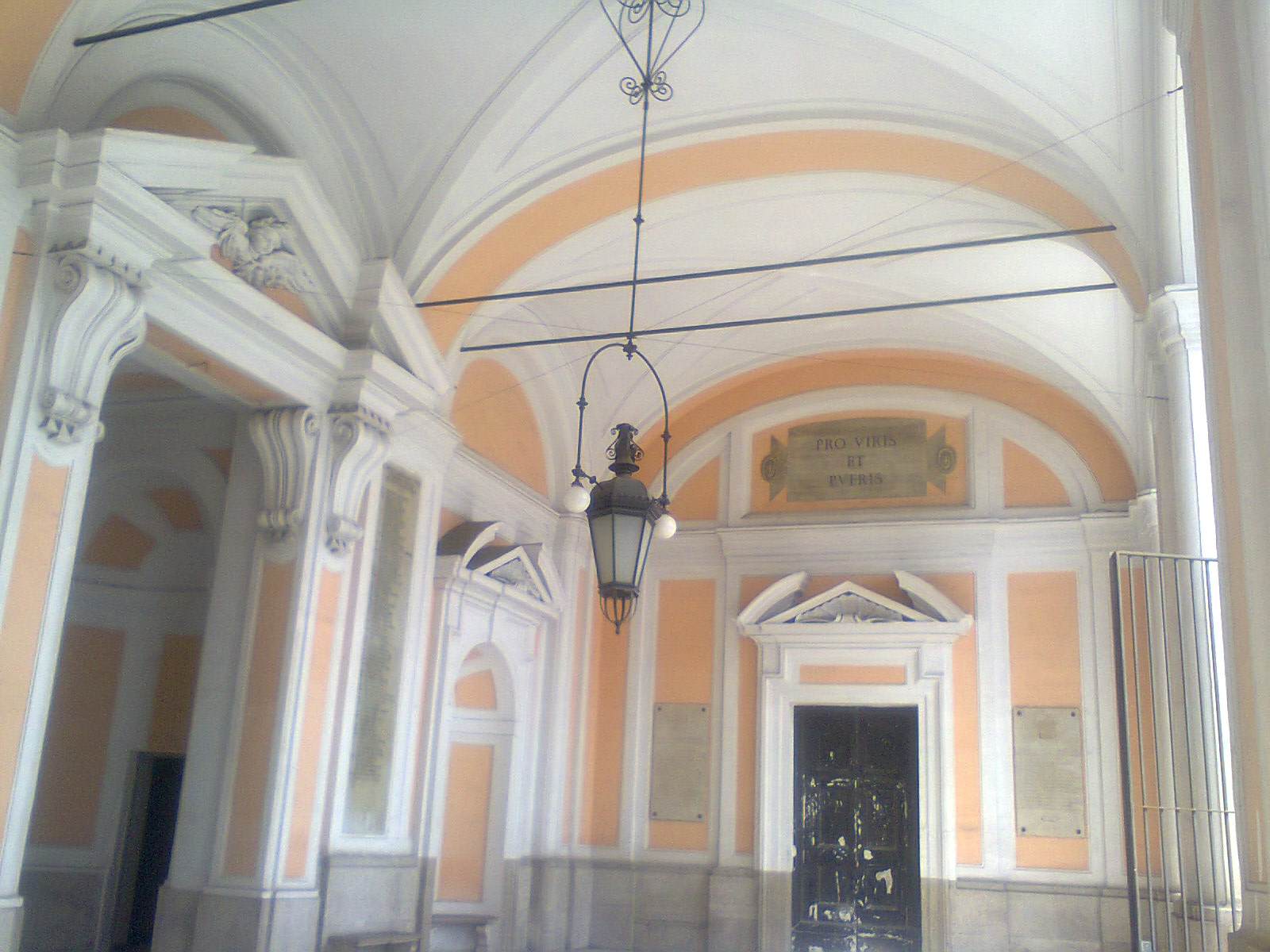
Interior de la entrada.

El interior está articulado en torno a tres patios. El patio central está ocupado por el cuerpo con planta en cruz de San Andrés que había debido ser la base de la gran iglesia de planta radial con nave central y cuatro brazos (naves laterales), que unen dicho patio a los cuerpos laterales.
Los patios laterales estaban dedicados a jardines, con parterres en la parte central, mientras que en el perímetro, con una anchura de unos ocho-diez metros, había espacios recreativos como campos de fútbol, voleibol... El patio del ala de la Via Bernardo Tanucci se utiliza actualmente como aparcamiento.
Además, el edificio tiene 430 habitaciones de diferentes dimensiones según su posición: las más grandes, que ocupan las alas laterales, tienen en todas las plantas cuarenta metros de longitud, ocho de anchura y otros tantos de altura.

## Futuro del Albergo dei Poveri

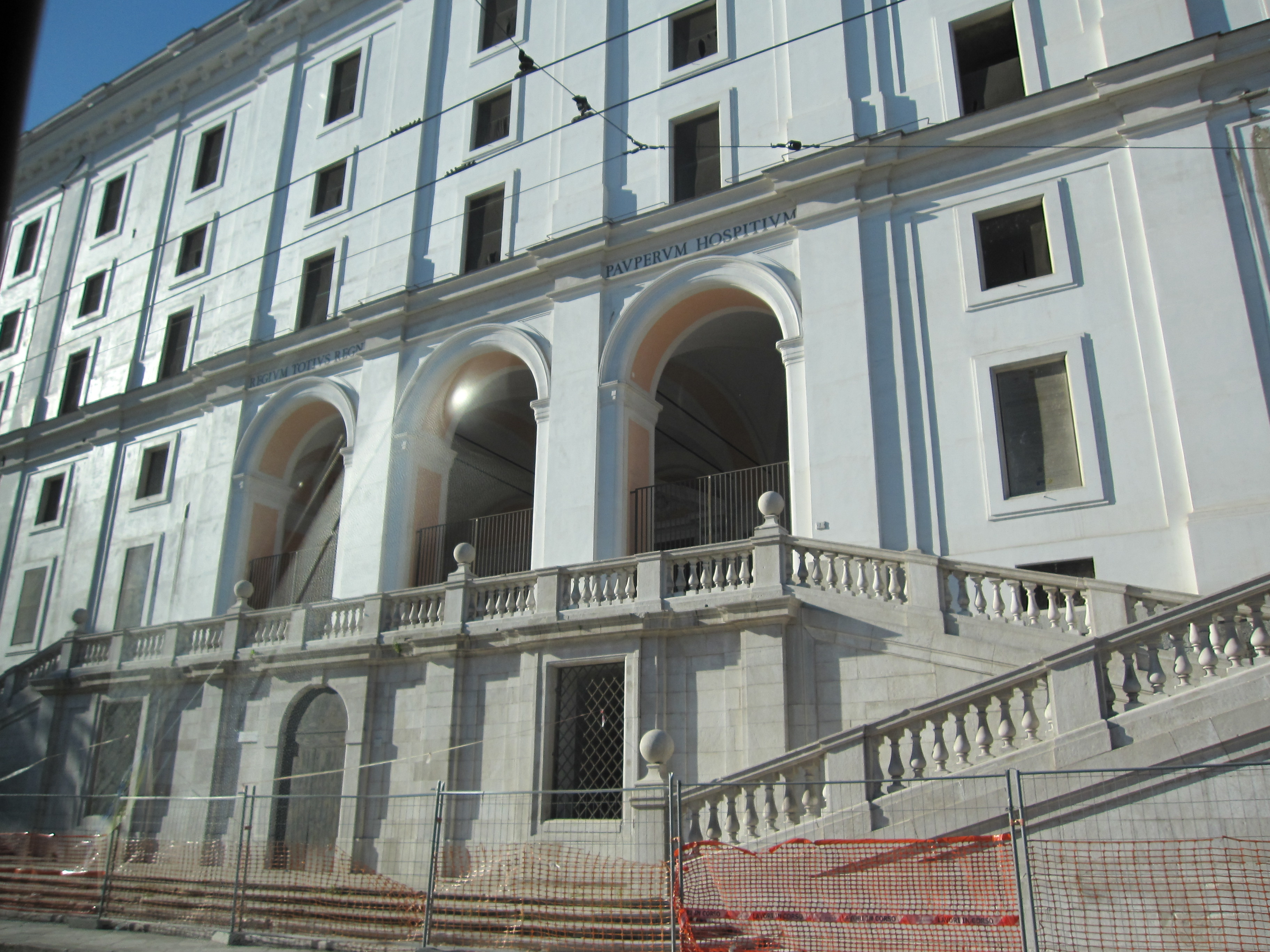
Exterior de la entrada.

Sobre el edificio actualmente gravan una serie de vínculos jurídicos que condicionan su uso, pertenecientes a cuatro subcategorías.

### Vínculo de uso socio-asistencial
Este vínculo encuentra sus raíces en la Legge Regionale 1980 n. 65 en la que se obliga que continúen las actividades institucionales para las que se construyó el Albergo. En la actualidad, el edificio contiene la sede de la asociación Kodokan, dentro del marco del proyecto La città dei giovani y de otras muchas asociaciones benéficas. Además, se usa regularmente como sede de algunos espectáculos del Napoli Teatro Festival Italia.

### Vínculo de uso histórico-artístico
Estando vinculado como bien inmueble al Decreto legislativo 1999 n. 490, el Albergo está sujeto a una serie de regulaciones como la prohibición de efectuar restauraciones que afecten su aspecto sustancial, su conservación o su integridad estructural. Por estas razones, se propusieron varias hipótesis para su recuperación como, por ejemplo, la institución de un Museo de la artesanía y las antigüedades para exponer y promover la economía local o una Ciudad de la Música para poner en valor la tradición musical napolitana.
Recientemente el ayuntamiento de Nápoles propuso un proyecto que intenta satisfacer todos los vínculos, la Città dei giovani ("Ciudad de los jóvenes"), que prevé espacios didácticos y recreativos para la población juvenil del barrio.
El ayuntamiento de Nápoles confió la restauración del edificio a un grupo internacional de profesionales dirigidos por el estructurista romano Giorgio Croci y por el arquitecto especialista francés Didier Repellin. Entre los miembros del grupo están arquitectos de nivel europeo como Paolo Rocchi, Pascal Prunet, Francesca Brancaccio o Nicolas Detry. Entre los consultores están los profesores Elio Giangreco y Giovanni Carbonara. Los proyectos y las obras en curso, en cumplimiento de los principios de la restauración crítico, tienen por objetivo la recuperación filológica de las partes perdidas o dañadas que sean identificables y la propuesta de nuevos materiales y nuevas tecnologías donde los conocimientos ya no son recuperables, según los principios de ecocompatibilidad y sostenibilidas. La cubierta, por ejemplo, fue sustituida por una nueva cubierta de vidrio con elementos de captación de la energía solar, se reutilizaron los materiales originales como tufo, ladrillos o cal, se restauraron las antiguos inscripciones de madera y se recuperaron las aguas pluviales mediante un sistema de cisternas.